# Milan Myška
Milan Myška (* 13. April 1933 in Ostrava; † 8. Juli 2016) war ein tschechoslowakischer/tschechischer Historiker mit dem Schwerpunkt Wirtschafts- und Sozialgeschichte an der Universität Ostrava.

## Werke

### In tschechischer Sprache
- Z tajných zpráv NSDAP o Tesinsku. Ostrava 1964.
- Rytíři průmyslové revoluce. Šest studií k dějinám podnikatelů v českých zemích. Šenov u Ostravy 1997.
- Faustin Ens. Životní příběh slezského intelektuála doby předbřeznové (= Osobnosti Slezska. Sv. III). Opava 2003.
- Historická encyklopedie podnikatelů Čech, Moravy a Slezska do poloviny XX. století. 2 Bände. Ostrava 2003/2008.

### In deutscher Sprache
- Die mährisch-schlesische Eisenindustrie in der industriellen Revolution. SPN, Prag 1970.
- Sonderfall oder eigenes Modell? Protoindustrialisierung in Böhmen, Mähren und Schlesien. In: Prague economic and social history papers. Bd. 2 (1995), S. 57–84.